# 弗羅茨瓦夫足球俱樂部
弗罗茨瓦夫足球俱樂部（波蘭語：Śląsk Wrocław）是波蘭的一家足球俱樂部。位於弗羅茨瓦夫。設立于1947年。目前參加波蘭足球甲級聯賽的賽事。在1977年，弗罗茨瓦夫首次獲得波蘭足球甲級聯賽的錦標。球隊還獲得過兩次波蘭盃的錦標。弗罗茨瓦夫的主場球場是弗羅茨瓦夫市政球場。

## 榮譽
- 波蘭足球甲級聯賽
  - 冠軍 (2)：1976–77, 2011–12；

- 波蘭超級盃
  - 冠軍 (2)：1987, 2012；

- 波蘭盃
  - 亞軍 (2)：1975–76, 1986–87；

- 波蘭聯賽盃
  - 冠軍 (1)：2009；

## 著名球員
- 湯馬士·古斯錫

## 外部連結
- 官方网站
- Śląsk Net （页面存档备份，存于） （波兰語）
- Wrocław Kibice Sport （波兰語）
- ŚLĄSKopedia （页面存档备份，存于） （波兰語）
- WKS Śląsk Wrocław Spółka Akcyjna （页面存档备份，存于） （波兰語）
- WKS Śląsk Wrocław （页面存档备份，存于） （英文）